# Nabat
Pour les articles homonymes, voir Nabat (homonymie).
La Confédération des organisations anarchistes d'Ukraine (en ukrainien : Kонфедерація анархістських організацій України), souvent juste appelée Nabat (« Le Tocsin », Набат), du nom de son principal journal, est une organisation anarchiste et agrarienne active pendant la guerre civile russe principalement en Ukraine. Durant sa période d'activité, la Confédération Nabat parvint à organiser des fédérations dans la plupart des villes d'Ukraine, elle entretint également des relations de collaboration avec l'Armée révolutionnaire insurrectionnelle active dans le sud de l'Ukraine. La Confédération est finalement démantelée en novembre 1920 lorsque le pouvoir bolchevik l'interdit et ses militants sont arrêtés par la Tchéka. Malgré la répression, la confédération Nabat est reformée dans les années 1920 mais opère dans la clandestinité et est finalement détruite par la répression.
La Confédération Nabat a eu une influence importante dans le mouvement anarchiste internationale, notamment du fait de l'exil de plusieurs de ses militants après 1920. Son héritage est ainsi revendiquée par les deux parties lors de la controverse entre plateformistes et synthésistes au sein de l'anarchisme français.
Daniel Guérin le définit comme un « cartel » qui regroupe des communistes libertaires et des anarcho-syndicalistes.

## De 1917 à 1921
La Nabat est fondée en 1917 à Koursk.
Du 12 au 16 novembre 1918, à Koursk, se tient la première conférence générale de la Confédération d'organisations anarchistes d'Ukraine où participent notamment Voline, Piotr Archinov, Aron Baron, Fanya Baron, Sénia Fléchine, Mark Mratchnyi, Grigori Gorelik, Nikolaï Dolenko, Efim Yartchouk et Olga Taratuta. 
Voline y est chargé de rédiger une synthèse anarchiste, déclaration commune qui pourrait réunir toutes les tendances syndicaliste, collectiviste et individualiste au sein d'une même organisation.
Du 2 au 7 avril 1919, à Elizabetgrad (actuelle Kropyvnytskyï), Ukraine, se tient le premier Congrès de la Confédération Nabat. Les délégués y dénoncent la mainmise des communistes sur les soviets et l'organisation purement militariste de l'armée rouge. Ils se prononcent quant à eux pour une « armée de partisans révolutionnaires » organisée spontanément telle qu'elle mène ses opérations en Ukraine sous le nom de Makhnovchtchina. Un reproche est également formulé à l'égard des anarcho-syndicalistes qui n'ont pas rejoint la Confédération. Sénia Fléchine parle de « la muraille de Chine qu’ils étaient en train de dresser entre eux (bolchéviks) et les masses ».
Il fut dissout du fait de la répression bolchévique (après la victoire de Makhno sur les « blancs »), de l'exil ou de l'assassinat de ses membres.

## Punk
De nombreux groupes de punk/oi! ont adopté le " cri " : Nabat .

## Nabat 2020
Au vingt et unième siècle, le Nabat-2020 est, en Ukraine, un mouvement de défense des libertés publiques et culturelles.